# Národní svatováclavská pouť
Národní svatováclavská pouť je každoroční oslava mučednické smrti hlavního českého patrona sv. Václava a státního svátku Dne české státnosti, konaná 28. září ve Staré Boleslavi.

## Historie

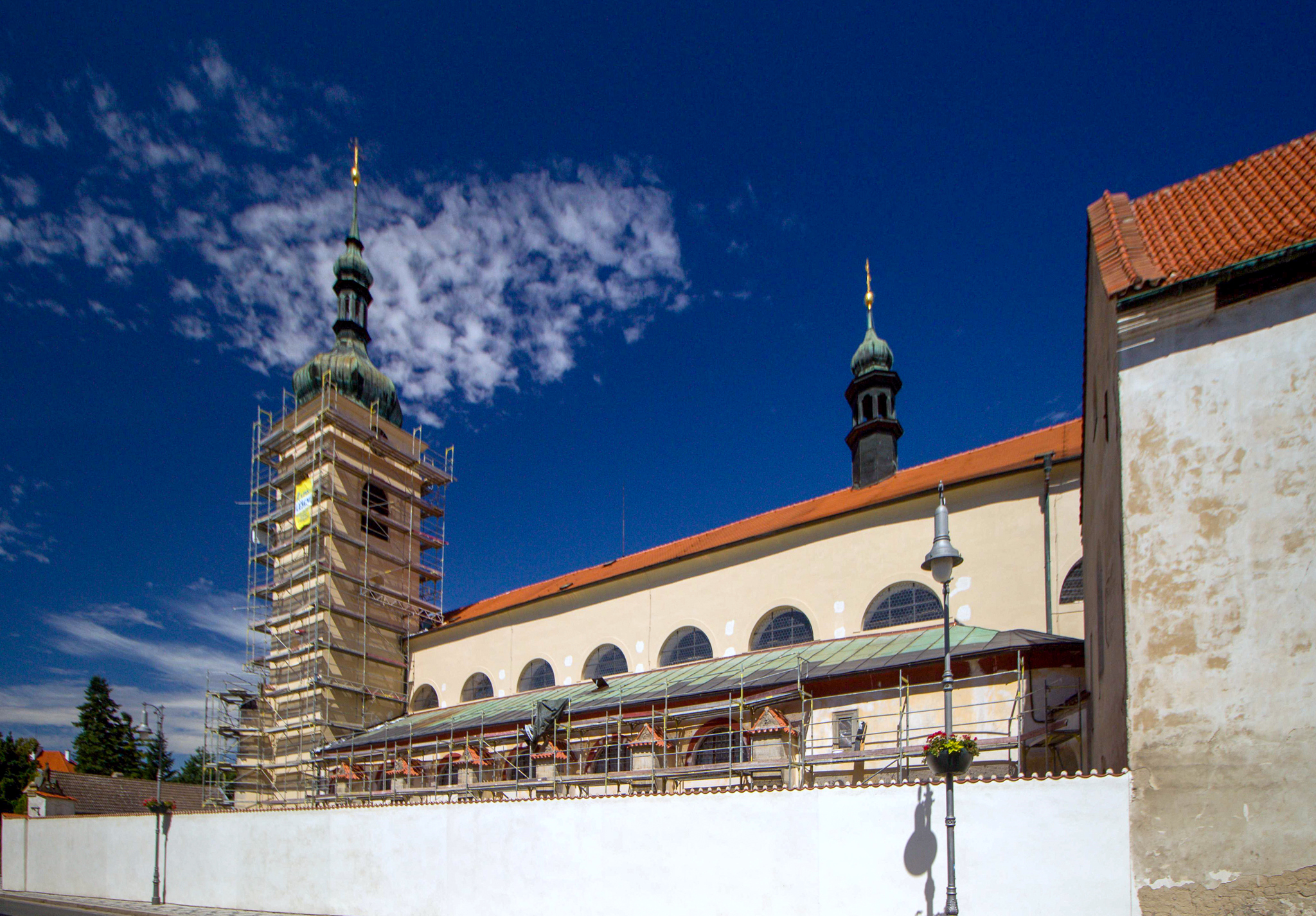
Bazilika svatého Václava

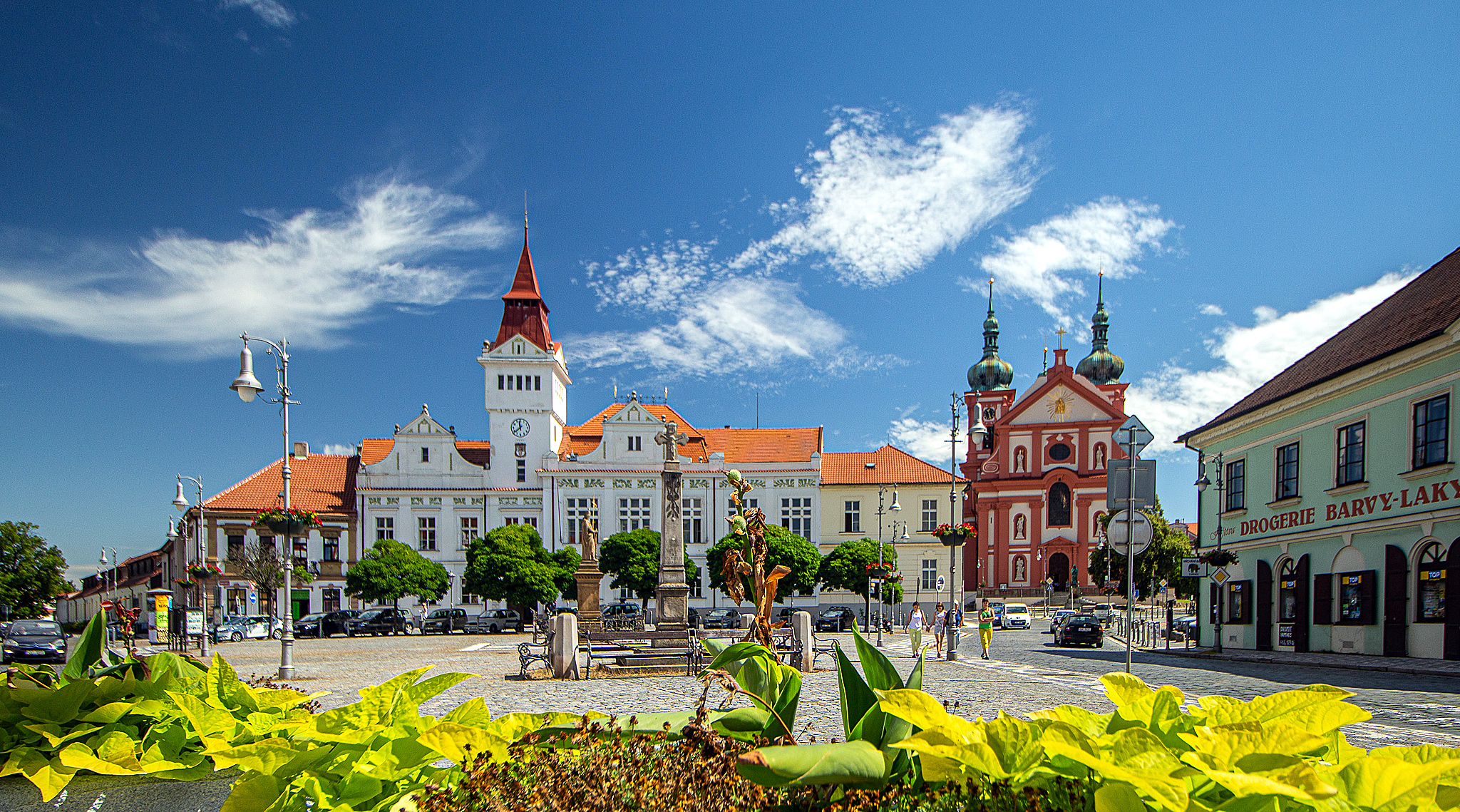
Mariánské náměstí, na němž se koná hlavní poutní bohoslužba

Kníže Václav byl právě ve Staré Boleslavi u dveří kostela sv. Kosmy a Damiána v ranních hodinách 28. září roku 935 zavražděn svým bratrem Boleslavem I.
Na místě vraždy nechal později kníže Břetislav I. po roce 1039 postavit trojlodní románskou baziliku, která zde stojí dodnes. Národní pouť se vyvinula roku 2003 z každoroční poutní oslavy konané v Boleslavi z popudu katolické církve reprezentované místní kolegiátní kapitulou, pražským arcibiskupstvím a Českou biskupskou konferencí a městem Brandýs nad Labem-Stará Boleslav. Navázala na staletou tradici, kterou omezil ovšem nikdy nepřerušil komunistický režim. Pouť se skládá jednak z duchovního programu a liturgické oslavy sv. Václava, jednak z několik dní trvající lidové pouti určené pro širokou veřejnost.
Duchovní program bývá zahájen v předvečer státního svátku bohoslužbou z vigilie slavnosti sv. Václava v kryptě baziliky sv. Václava. Následně je kolem osmé hodiny večerní z pražské katedrály slavnostně převezena relikvie sv. Václava, přivítána představiteli samosprávy i církve a uložena v kostela, kde následuje koncert duchovní hudby a slavnostní nešpory za přítomnosti pražského arcibiskupa, členů kapituly, poutníků a návštěvníků.
Vrcholem každoročních oslavy je koncelebrovaná bohoslužba sloužená na Mariánském náměstí za účasti českých a moravských biskupů, ústavních činitelů a několika tisíc poutníků. Po dobu bohoslužby je vystavena též relikvie svatého Václava, v jiné dny spočívající v katedrále sv. Víta, Václava a Vojtěcha na Pražském hradě, a milostný obraz Palladia země České.

## Papež Benedikt

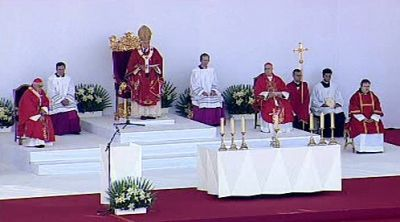
Benedikt XVI. při mši svaté ve Staré Boleslavi 28. září 2009

Roku 2009 se národní pouti zúčastnil v rámci své návštěvy České republiky papež Benedikt XVI., který navštívil v doprovodu členů kapituly a místní samosprávy baziliku sv. Václava a následně sloužil poutní bohoslužbu na Proboštské louce pro 50 000 poutníků z celé střední Evropy. Ve svém projevu připomenul i 80. výročí Svatováclavského milénia, které se v tomto místě odehrávalo 28. září 1929.
Přesně na den pět let po návštěvě svatého otce Benedikta XVI. byla v rámci hlavní bohoslužby Národní svatováclavské pouti v neděli 28. září 2014 provedena nunciem Giuseppe Leanzou korunovace milostného obrazu chovaného ve staroboleslavském kostele Nanebevzetí Panny Marie Palladia země České třemi korunkami, požehnanými v Římě Svatým otcem Františkem.
Devadesáté výročí "Svatováclavského milénia" a desáté výročí návštěvy Benedikta XVI. připomenul ve své homilii apoštolský nuncius arcibiskup Charles Daniel Balvo, kazatel hlavní bohoslužby Národní svatováclavské pouti v sobotu 28. září 2019. V předvečer oslav, v pátek 27. září, byla před vstupem do areálu kostela sv. Václava odhalena busta papeže Benedikta XVI.

## Další ročníky
V roce 2021 se pouť konala pouze v nově (po rekonstrukci) otevřené bazilice svatého Václava.
V roce 2022 se hlavní mše Národní svatováclavské pouti (přes deštivé počasí) vrátila opět na Mariánské náměstí. Hlavním celebrantem byl Jan Graubner, poprvé jako arcibiskup pražský a primas český. V průběhu mše bylo připomenuto, že právě před třiceti lety, 28. září 1992 byl jmenován arcibiskupem olomouckým a metropolitou moravským. Přímé televizní přenosy zajišťovala Česká televize a TV Noe.